# پلی‌زوم
چند رناتن یا پلی‌ریبوزوم (به انگلیسی: Polyribosome) (پلی‌زوم یا ارگوزوم) گروهی از ریبوزوم‌ها است که به mRNA می‌پیوندند و شکلی مانند تسبیح («مهره‌ها» روی «نخ») می‌سازند. پلی‌زوم، مجموعه‌ای دارای یک مولکول mRNA و دو یا چند ریبوزوم است که کارکردش ترجمهٔ دستورالعمل‌های mRNA به پلی‌پپتیدهاست. آن‌ها در آغاز در سال ۱۹۶۳ «ارگوزوم» نام گرفتند و ویژگی‌های آن‌ها توسط پژوهش‌های بعدی جاناتان وارنر، پاول ام. ناف و الکس ریچ مشخص شد.
پلی‌زوم‌ها در مرحله کشیدگی هنگامی تشکیل می‌شوند که ریبوزوم‌ها و فاکتورهای کشیدگی، پلی‌پپتید رمزگذاری‌شده را می‌سازند. ریبوزوم‌های پرشماری در امتداد ناحیه رمزگذاری mRNA حرکت می‌کنند و پلی‌زوم را می‌سازند. توانایی ریبوزوم‌ها در کار کردن بر روی یک مولکول mRNA، فراوانی محدود mRNA را در سلول نشان می‌دهد. پلی‌زوم‌های پروکاریوتی، پلی‌زوم‌های یوکاریوتی و پلی‌زوم‌های پیوسته به غشا ساختارهای گوناگونی دارند. از فعالیت پلی‌زوم می‌توان برای اندازه‌گیری میزان بیان ژن از طریق روشی به نام نمایه پلی‌زومی استفاده کرد.

## ساختار
فناوری‌های میکروسکوپ الکترونی مانند رنگ‌آمیزی، سایه‌زنی فلز و مقطع‌های بسیار نازک سلولی، روش‌های اصلی برای تعیین ساختار پلی‌زوم هستند. توسعه روش‌های میکروسکوپ الکترونی کرایو امکان افزایش وضوح تصویر را فراهم کرده و روش دقیق‌تری برای تعیین ساختار به وجود آورده‌است. گوناگونی پیکربندی‌های ساختاری پلی‌ریبوزوم‌ها می‌تواند نشان‌دهندهٔ گوناگونی ترجمه mRNAها باشد. بررسی نسبت شکل پلی‌ ریبوزومی نشان می‌دهد که پلی‌زوم‌های دایره‌ای و زیگزاگ پرشماری پس از چندین دور ترجمه پیدا می‌شود. دوره‌های طولانی‌تر ترجمه باعث تشکیل پلی‌زوم‌های مارپیچی سه بعدی بسته‌بندی‌شده متراکم می‌شود. سلول‌های گوناگون ساختارهای گوناگونی از پلی‌زوم‌ها را می‌سازند.

### پروکاریوتی
در باکتری پلی‌زوم‌هایی یافت شده‌اند که ساختارهای دو ردیفی می‌سازند. در این ترکیب، ریبوزوم‌ها از راه زیرواحدهای کوچک‌تر به یکدیگر متصل می‌شوند. این ساختارهای دو ردیفی معمولاً دارای یک مسیر «سینوسی» (زیگزاگ) یا مارپیچی سه بعدی هستند. در مسیر «سینوسی» دو نوع اتصال میان زیرواحدهای کوچک وجود دارد: «از بالا به بالا» و «از بالا به پایین». در مسیر مارپیچ سه بعدی فقط اتصال «از بالا به بالا» دیده می‌شود.
پلی‌زوم‌ها در باستانیان وجود دارند، اما اطلاعات زیادی دربارهٔ ساختار آن‌ها وجود ندارد.

### یوکاریوتی

#### درون‌سلولی
پژوهش‌های درجا (در سلول) نشان داده‌است که پلی‌زوم‌های یوکاریوتی از پیکربندی‌های خطی برخوردارند. مارپیچ‌های سه بعدی و پلی‌زوم‌های دو ردیفی مسطح با بسته‌بندی متغیر از جمله تماس‌های «از بالا به بالا» مشابه پلی‌زوم‌های پروکاریوتی پیدا شدند. پلی‌ریبوزوم‌های سه بعدی یوکاریوتی از آنجا که «مارپیچ‌های چپ-گرد و با چهار ریبوزوم در هر نوبت» هستند، مشابه پلی‌ریبوزوم‌های سه بعدی پروکاریوتی هستند. این بسته‌بندی متراکم می‌تواند کارکرد آن‌ها را به عنوان تنظیم‌کنندهٔ ترجمه با به‌کارگیری میکروسکوپ فلورسانس در دیدن پلی‌ریبوزوم‌های سه‌بعدی که در سلول‌های سارکوم یافت می‌شوند، مشخص کند.

#### برون‌سلولی
میکروسکوپ نیروی اتمی مورد استفاده در پژوهش‌های درون‌کشتگاهی نشان داده‌است که پلی‌زوم‌های یوکاریوتی دایره‌ای می‌توانند به وسیله mRNA پلی‌ آدنیله‌ شدهٔ آزاد در حضور فاکتور آغازین eIF4E متصل به کلاهک '۵ و PABP متصل به دم '۳-poly (A) تشکیل شوند. با این حال، این تعامل میان کلاهک و پلی(A)-دم با واسطه یک مجموعه پروتئینی یک روش ویژه برای چرخش mRNA پلی‌زومی نیست. مشخص شده‌است که پلی ریبوزوم‌های توپولوژیکی دایره‌ای می‌توانند با موفقیت در سیستم ترجمه با mRNA بدون کلاهک و بدون پلی(A)-دم و همچنین یک mRNA بدون سر و بدون دم '۳-poly (A) تشکیل شوند.

### پیوسته به غشا
پلی‌ریبوزوم‌های پیوسته به غشا توسط یک فضای دو بعدی داده‌شده توسط سطح غشا محدود می‌شوند. محدودیت تماس‌های میان‌ ریبوزومی باعث تشکیل یک پیکربندی گرد می‌شود که ریبوزوم‌ها را در امتداد mRNA مرتب می‌کند تا مکان‌های ورود و خروج از یک مسیر صاف ایجاد شود. هر ریبوزوم نسبت به ریبوزوم قبلی پیچ می‌خورد که شبیه به مارپیچ مسطح است.

## واژه‌نامه
1. ↑  Polysome
2. ↑  Ergosome
3. ↑  Polysomal profiling